# Laila Ali
Laila Amaria Ali (Miami Beach, 30 december 1977) is een Amerikaans voormalig bokser. Ze is een dochter van bokser Muhammad Ali en zijn derde vrouw Veronica Porsche Ali.
Ali maakte op 8 oktober 1999 haar debuut in het vrouwenboksen: ze sloeg haar tegenstander, April Fowler, na 31 seconden knock-out in de eerste ronde van het gevecht.
Na een onderbreking van een jaar, versloeg Ali Shirvelle Williams in zes rondes. Op 17 augustus 2002 won Ali de IBA-titel in twee rondes tegen Suzzette Taylor. Ali won op 9 november van hetzelfde jaar de WIBA en IWBF-titels, dankzij een overwinning in acht rondes op Valerie Mahfood. Op 21 juni 2003 verdedigde ze haar titel in de herkamp tegen Mahfood weer via een knock-out.
In haar laatste gevecht, op 3 februari 2007, versloeg ze Gwendolyn O'Neal in 56 seconden. De wedstrijd vond plaats in Johannesburg, Zuid-Afrika.
Ali stopte na 24 overwinningen en zonder te verliezen, waaronder 21 overwinningen door knock-out.